# Jakob Blumenthal

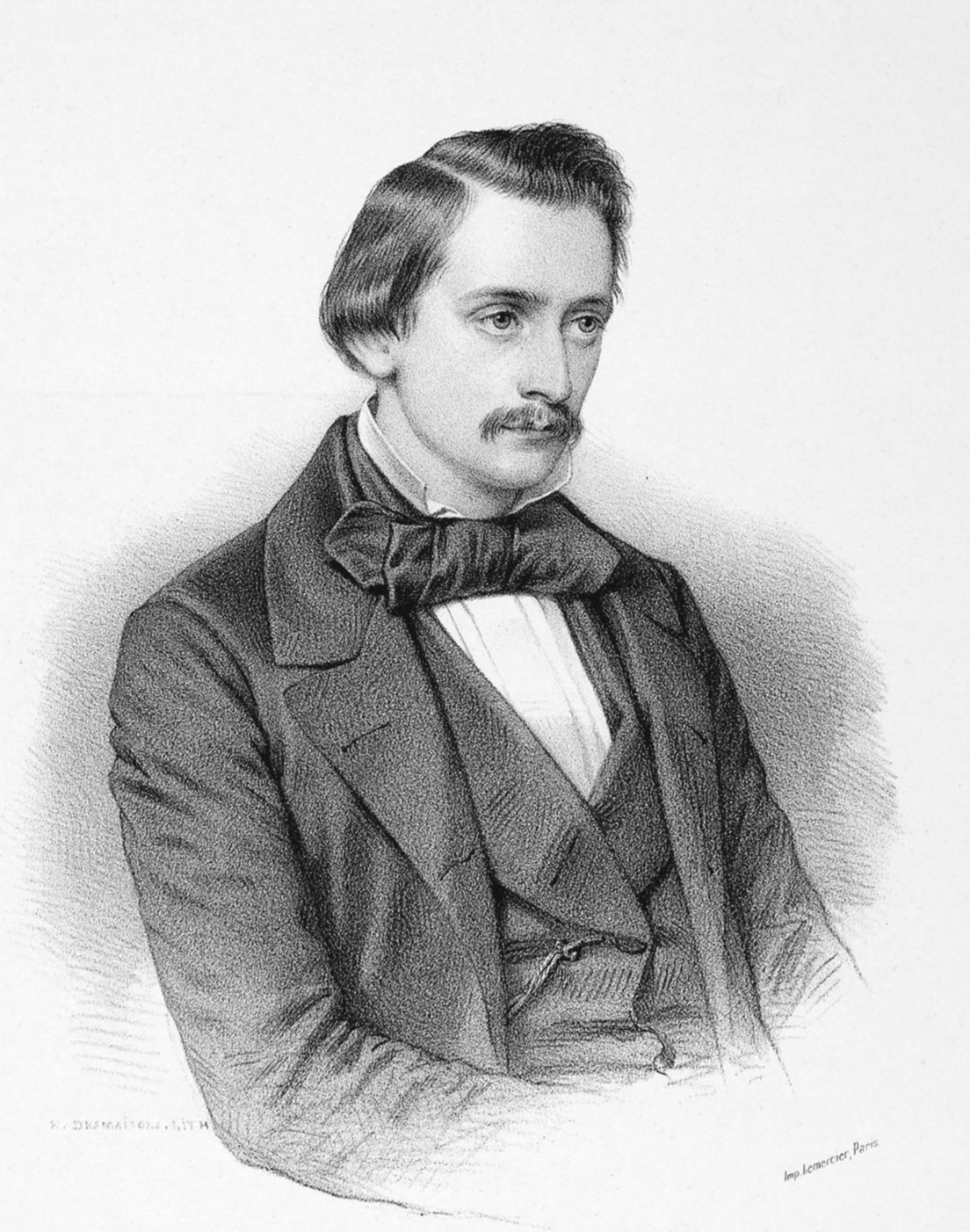
Jakob Blumenthal

Jakob Blumenthal (auch Jacob Blumenthal, * 14. Oktober 1829 in Hamburg; † 17. Mai 1908 in London) war ein deutscher Pianist und Komponist.

## Leben und Werk
Jakob Blumenthal studierte Musik in Hamburg und Wien und war Schüler von Friedrich Wilhelm Grund, Carl Maria Bocklet und Simon Sechter. 1848 ging er studienhalber zu Henri Herz (Klavier) und zu Fromental Halévy (Komposition) ans Pariser Konservatorium.
Jakob Blumenthal lebte ab 1848 in London. Er wirkte dort als Hofpianist von Queen Victoria. Er schrieb zahlreiche brillante Salonstücke für Klavier sowie einige Kammermusikwerke und viele Lieder.